# Føringafelag
 Ikke at forveksle med Føroyingafelag (1881).
Føringafelag var en færøsk kulturel og national forening, der blev stiftet januar 1889 ved et folkemøde i Thorshavn med det formål at arbejde for det færøske sprogs status, sikre færøsk sammenhold og udvikle det færøske samfund hen imod større selvbårenhed.

## Baggrund
Efter inspiration fra den islandske selvstyrebevægelse var der opstået en stigende national bevidsthed blandt den færøske elite og et ønske om at udbrede den til folket.
Derfor havde præsten Rasmus Christoffer Effersøe og storbondesønnen Jóannes Patursson indkaldt til Julemødet anden juledag i Thorshavn, der regnes for den færøske nationalbevægelses fødsel. 
Ved Julemødet blev en resolution med følgende indhold vedtaget:
1. Ved Religionsundervisningen bør afskaffes al dansk Udenadslæsning og indføres Gjengivelse af det læste på Færøsk.
2. Så snart som de nødvendige Hjælpemidler haves, bør Undervisningen i det færøske Sprog optages som særligt Fag.
3. Ved den historiske Undervisning bør der lægges Vægt paa Undervisningen i Færøernes Historie.
4. Der bør tilvejebringes Frihed for Præsterne til at benytte det færøske Sprog i og udenfor Kirken.
5. Der bør arbejdes hen til at skaffe det færøske Sprog fuld Anerkendelse som mundtligt Meddelelsesmiddel mellem Befolkningen og Avtoriteterne.
6. Der bør arbejdes hen til oprettelsen af en færøsk Højskole.[2]

## Det andet folkemøde - stiftelsen af foreningen
Dårligt vejr forhindrede imidlertid mange fra de fjerneste  bygder i at rejse til Thorshavn i julen. Derfor indkaldte Effersøe og Patursson  til et nyt møde 27. januar 1889. Ved mødet blev det besluttet at oprette en forening kaldet Føringafelag med en todelt målsætning:   
1. At det færøske sprog skal genvidne sin ære og værdighed.[1]

1. At færinger skal holde sammen og udvikle sig på alle områder, så de kan klare sig selv..

Foreningen oprettede i 1890 sit eget tidsskrift, Føringatíðindi. med det formål at beskytte og fremme færøsk sprog og skik, styrke sammenholdet mellem færingerne indbyrdes, og få dem til at sætte pris på eget værd. Avisen bestod
indtil 1901 og genopstod kortvarigt i 1906.

## Opløsning
Den nationale bevægelse, der til at begynde med havde været fokuseret på kulturen og sproget, blev efterhånden politiseret. Dem blev delt i to lejre, der var uenige om forholdet til Danmark. Der kom til udtryk i lukning af Føringatíðindi i 1901, og i 1901 opstod avisen Tingakrossur. Den kom til at varetage den mere radikale bevægelses synspunkter.	
som blev talerør for partiet Sjálvstýrisflokkurin, mens avisen ”Dimmalætting” blev talerør for Sambandsflokkurin. 
I 1906 stiftede den unionsvenlige del af den nationale bevægelse Sambandsflokkurin (Sambandspartiet), mens tilhængerne af færøsk løsrivelse i 1909 stiftede Sjálvstýrisflokkurin (Selvstyrepartiet). Denne splittelse medførte at Føringafelag gik i opløsning. 